# Список пищевых добавок E400 — E499

## E400—E499
Пищевы́е доба́вки. Группа стабилизаторов, загустителей, эмульгаторов. 
| Индекс  | Название вещества | Английское название |
| ------- | --- | --- |
| E400    | Альгиновая кислота | Alginic acid |
| E401    | Альгинат натрия | Sodium alginate |
| E402    | Альгинат калия | Potassium alginate |
| E403    | Альгинат аммония | Ammonium alginate |
| E404    | Альгинат кальция | Calcium alginate |
| E405    | Альгинат пропиленгликоля | Propane-1,2-diol alginate (:Propylene glycol alginate) |
| E406    | Агар | Agar |
| E407    | Каррагинаны: (i) Каррагинан и его натриевая, калиевая и аммонийные соли | Carrageenan (Carrageenan and its Na, K and NH4 salts) |
| E407a   | (ii) Каррагинан из водорослей Euchema | Processed eucheuma seaweed |
| E408    | Гликан пекарских дрожжей | Bakers yeast glycan |
| E409    | Арабиногалактан | Arabinogalactan |
| E410    | Камедь рожкового дерева | Locust bean gum (Carob gum) |
| E411    | Овсяная камедь | Oat gum |
| E412    | Гуаровая камедь | Guar gum |
| E413    | Трагакантовая камедь | Tragacanth |
| E414    | Гуммиарабик | Acacia gum (gum arabic) |
| E415    | Ксантановая камедь | Xanthan gum |
| E416    | Камедь карайи | en:Karaya gum |
| E417    | Камедь тары | en:Tara gum |
| E418    | Геллановая камедь | en:Gellan gum |
| E419    | Камедь гхатти | en:Gum ghatti |
| E420    | Сорбит и сорбитовый сироп | Sorbitol and Sorbitol Syrup |
| E421    | Маннит | Mannitol |
| E422    | Глицерин | Glycerol |
| E424    | Курдлан | en:Curdlan |
| E425    | Конжак (Конжаковая мука): (i) Конжаковая камедь (ii) Конжаковый глюкоманнан | Konjac (i) Konjac gum (ii) Konjac glucomannane |
| E426    | Гемицеллюлоза сои | Soybean hemicellulose |
| E429    | Пептоны | Peptones |
| E430    | Полиоксиэтилен (8) стеарат | Polyoxyethene (8) stearate |
| E431    | Полиоксиэтилен (40) стеарат | Polyoxyethene (40) stearate |
| E432    | Полиоксиэтилен (20) сорбитан монолаурат, твин 20 | en:Polyoxyethene (20) sorbitan monolaurate (polysorbate 20) |
| E433    | Полиоксиэтилен (20) сорбитан моноолеат, твин 80 | Polyoxyethene (20) sorbitan monooleate (polysorbate 80) |
| E434    | Полиоксиэтилен (20) сорбитан монопальмитат, твин 40 | Polyoxyethene (20) sorbitan monopalmitate (polysorbate 40) |
| E435    | Полиоксиэтилен (20) сорбитан моностеарат, твин 60 | Polyoxyethene (20) sorbitan monostearate (polysorbate 60) |
| E436    | Полиоксиэтилен (20) сорбитан тристеарат, твин 65 | Polyoxyethene (20) sorbitan tristearate (polysorbate 65) |
| E440    | Пектины | Pectins (i) pectin (ii) amidated pectin |
| E441    | Желатин | Gelatine |
| E442    | Аммонийные соли фосфатидиловой кислоты | en:Ammonium phosphatides |
| E443    | Бромированное растительное масло | en:Brominated vegetable oil |
| E444    | Сахарозы ацетат изобутират | en:Sucrose acetate isobutyrate |
| E445    | Эфиры глицерина и смоляных кислот | en:Glycerol esters of wood rosins |
| E446    | Сукцистеарин | Succistearin |
| E450    | Пирофосфаты (дифосфаты): (i) Пирофосфат динатрия (ii) Пирофосфат тринатрия (iii) Пирофосфат тетранатрия (iv) Пирофосфат дикалия (v) Пирофосфат тетракалия (vi) Пирофосфат дикальция (vii) Дигидропирофосфат кальция (viii) Пирофосфат димагния | Diphosphates: (i) Дигидропирофосфат натрия (ii) Trisodium diphosphate (iii) Tetrasodium diphosphate (iv) Dipotassium diphosphate (v) Tetrapotassium diphosphate (vi) Dicalcium diphosphate (vii) Calcium dihydrogen diphosphate |
| E451    | Трифосфаты: (i) Трифосфат пентанатрия (ii) Трифосфат пентакалия | Triphosphates: (i) Sodium tripolyphosphate (pentasodium triphosphate) (ii) Pentapotassium triphosphate |
| E452    | Полифосфаты: (i) Полифосфат натрия (ii) Полифосфат калия (iii) Полифосфат натрия-кальция (iv) Полифосфат кальция (v) Полифосфат аммония | Polyphosphate (i) Sodium polyphosphates (ii) Potassium polyphosphates (iii) Sodium calcium polyphosphate (iv) Calcium polyphophates (v) Ammonium Polyphosphate                                                                  |
| E459    | Бета-циклодекстрин | Beta-cyclodextrine |
| E460    | Целлюлоза: (i) Целлюлоза микрокристаллическая (ii) Целлюлоза в порошке | Cellulose: (i) en:Microcrystalline cellulose (ii) Powdered cellulose |
| E461    | Метилцеллюлоза | Methyl cellulose |
| E462    | Этилцеллюлоза | Ethyl cellulose |
| E463    | Гидроксипропилцеллюлоза | en:Hydroxypropyl cellulose |
| E464    | Гидроксипропилметилцеллюлоза | Hydroxy propyl methyl cellulose |
| E465    | Метилэтилцеллюлоза | en:Ethyl methyl cellulose |
| E466    | Натрий-карбоксиметилцеллюлоза | Carboxymethyl cellulose, Sodium carboxy methyl cellulose |
| E467    | Этилгидроксиэтилцеллюлоза | en:Ethyl hydroxyethyl cellulose |
| E468    | Кроскарамеллоза | en:Crosslinked sodium carboxymethyl cellulose (Croscarmellose) |
| E469    | Карбоксиметилцеллюлоза ферментативно гидролизованная | Enzymically hydrolysed carboxymethylcellulose |
| E470    | Соли жирных кислот | Salts of fatty acids (with base Al, Ca, Na, Mg, К and NH4) |
| E470a   | Соли жирных кислот натрия, калия и кальция | Sodium, potassium and calcium salts of fatty acids |
| E470b   | Соли жирных кислот магния | Magnesium salts of fatty acids |
| E471    | Моно- и диглицериды жирных кислот | Mono- and diglycerides of fatty acids |
| E472a   | Эфиры глицерина, уксусной и жирных кислот | Acetic acid esters of mono- and diglycerides of fatty acids |
| E472b   | Эфиры глицерина, молочной и жирных кислот | Lactic acid esters of mono- and diglycerides of fatty acids |
| E472c   | Эфиры глицерина, лимонной и жирных кислот | Citric acid esters of mono- and diglycerides of fatty acids |
| E472d   | Эфиры моно- и диглицеридов винной и жирных кислот | Tartaric acid esters of mono- and diglycerides of fatty acids |
| E472e   | Эфиры глицерина, диацетилвинной и жирных кислот | Mono- and diacetyl tartaric acid esters of mono- and diglycerides of fatty acids |
| E472f   | Смешанные эфиры глицерина, винной, уксусной и жирных кислот | Mixed acetic and tartaric acid esters of mono- and diglycerides of fatty acids |
| E472g   | Эфиры моноглицеридов и янтарной кислоты | Succinylated monoglycerides |
| E473    | Эфиры сахарозы и жирных кислот | Sucrose esters of fatty acids |
| E474    | Сахароглицериды | Sucroglycerides |
| E475    | Эфиры полиглицеридов и жирных кислот | Polyglycerol esters of fatty acids |
| E476    | Эфиры полиглицерина и взаимоэтерифицированных рициноловых кислот | Polyglycerol polyricinoleate |
| E477    | Эфиры пропиленгликоля и жирных кислот | Propane-1, 2-diol esters of fatty acids, propylene glycol esters of fatty acids |
| E478    | Эфиры лактилированных жирных кислот, глицерина и пропиленгликоля | Lactylated fatty acid esters of glycerol and propane-1 |
| E479(b) | Термически окисленное соевое масло с моно- и диглицердами жирных кислот | Thermally oxidized soya bean oil interacted with mono- and diglycerides of fatty acids |
| E480    | Диоктилсульфосукцинат натрия | en:Dioctyl sodium sulphosuccinate |
| E481    | Лактилаты натрия: (i) Стеароиллактилат натрия (ii) Олеиллактилат натрия | Sodium lactylates: (i) Sodium stearoyl lactylate (ii) Sodium oleyl lactylate |
| E482    | Лактилаты кальция | Calcium lactylates |
| E483    | Стеарилтартрат | en:Stearyl tartrate |
| E484    | Стеарилцитрат | Stearyl citrate |
| E485    | Стеароилфумарат натрия | Sodium Stearoyl Fumarate |
| E486    | Стеароилфумарат кальция | Calcium Stearoyl Fumarate |
| E487    | Лаурилсульфат натрия | Sodium laurylsulphate |
| E488    | Этоксилированные моно- и ди-глицериды | Ethoxylated Mono- and Di-Glicerides |
| E489    | Эфир кокосового масла и метилгликозида | Methyl Glucoside - Coconut Oil Ester |
| E491    | Сорбитан моностеарат, СПЭН 60 | en:Sorbitan monostearate |
| E492    | Сорбитан тристеарат | en:Sorbitan tristearate |
| E493    | Сорбитан монолаурат, СПЭН 20 | en:Sorbitan monolaurate |
| E494    | Сорбитан моноолеат, СПЭН 80 | en:Sorbitan monooleate |
| E495    | Сорбитан монопальмитат, СПЭН 40 | en:Sorbitan monopalmitate |
| E496    | Сорбитан триолеат, СПЭН 85 | Sorbitan trioleat |

| Обозначения | | | | | |
| Exxx        | Вещество не входит в список пищевых добавок, разрешённых к применению в пищевой промышленности в Российской Федерации (Приложение 1 к СанПиН 2.3.2.1293-03)                                                             | Вещество не входит в список пищевых добавок, разрешённых к применению в пищевой промышленности в Российской Федерации (Приложение 1 к СанПиН 2.3.2.1293-03)                                                             | Вещество не входит в список пищевых добавок, разрешённых к применению в пищевой промышленности в Российской Федерации (Приложение 1 к СанПиН 2.3.2.1293-03)                                                             | Вещество не входит в список пищевых добавок, разрешённых к применению в пищевой промышленности в Российской Федерации (Приложение 1 к СанПиН 2.3.2.1293-03)                                                             | Вещество не входит в список пищевых добавок, разрешённых к применению в пищевой промышленности в Российской Федерации (Приложение 1 к СанПиН 2.3.2.1293-03)                                                             |
| Exxx        | Вещество входило в список пищевых добавок, допустимых к применению в пищевой промышленности Российской Федерации в период с 2003 года по 1 августа 2008 года (СанПиН 2.3.2.2364-08)                                     | Вещество входило в список пищевых добавок, допустимых к применению в пищевой промышленности Российской Федерации в период с 2003 года по 1 августа 2008 года (СанПиН 2.3.2.2364-08)                                     | Вещество входило в список пищевых добавок, допустимых к применению в пищевой промышленности Российской Федерации в период с 2003 года по 1 августа 2008 года (СанПиН 2.3.2.2364-08)                                     | Вещество входило в список пищевых добавок, допустимых к применению в пищевой промышленности Российской Федерации в период с 2003 года по 1 августа 2008 года (СанПиН 2.3.2.2364-08)                                     | Вещество входило в список пищевых добавок, допустимых к применению в пищевой промышленности Российской Федерации в период с 2003 года по 1 августа 2008 года (СанПиН 2.3.2.2364-08)                                     |
| Exxx        | Вещество входит в список пищевых добавок, допустимых к применению в пищевой промышленности Российской Федерации в качестве вспомогательного средства для производства пищевой продукции (п.2.25.2 СанПиН 2.3.2.1293-03) | Вещество входит в список пищевых добавок, допустимых к применению в пищевой промышленности Российской Федерации в качестве вспомогательного средства для производства пищевой продукции (п.2.25.2 СанПиН 2.3.2.1293-03) | Вещество входит в список пищевых добавок, допустимых к применению в пищевой промышленности Российской Федерации в качестве вспомогательного средства для производства пищевой продукции (п.2.25.2 СанПиН 2.3.2.1293-03) | Вещество входит в список пищевых добавок, допустимых к применению в пищевой промышленности Российской Федерации в качестве вспомогательного средства для производства пищевой продукции (п.2.25.2 СанПиН 2.3.2.1293-03) | Вещество входит в список пищевых добавок, допустимых к применению в пищевой промышленности Российской Федерации в качестве вспомогательного средства для производства пищевой продукции (п.2.25.2 СанПиН 2.3.2.1293-03) |
| Exxx        | Вещество входит в список пищевых добавок, запрещённых к применению в пищевой промышленности других стран, но допустимых в Российской Федерации                                                                          | Вещество входит в список пищевых добавок, запрещённых к применению в пищевой промышленности других стран, но допустимых в Российской Федерации                                                                          | Вещество входит в список пищевых добавок, запрещённых к применению в пищевой промышленности других стран, но допустимых в Российской Федерации                                                                          | Вещество входит в список пищевых добавок, запрещённых к применению в пищевой промышленности других стран, но допустимых в Российской Федерации                                                                          | Вещество входит в список пищевых добавок, запрещённых к применению в пищевой промышленности других стран, но допустимых в Российской Федерации                                                                          |